# 식부성
식부성(일본어: 式部省 시키부쇼[*])은 고대 일본에서 율령제에 따라 세워진 8개의 기관 중 하나였다. 조정의 문관 인사, 일본 왕실의 예식, 서훈, 행상 등을 책임지고 있었다. 일본 조정의 8성 중에서는 중무성(中務省)에 이어 두 번째로 격이 높았다. 식부성의 최고 관리자인 식부경은 천황의 일족들을 임명했으며, 그 아래의 식부대보(式部大輔)로는 주로 유학자들을 임명했다.
판적봉환 이후에도 황실 내 기관으로서 황실의 예식 등을 맡았다.

## 같이 보기
- 율령제
- 무라사키 시키부